# Dewarvat

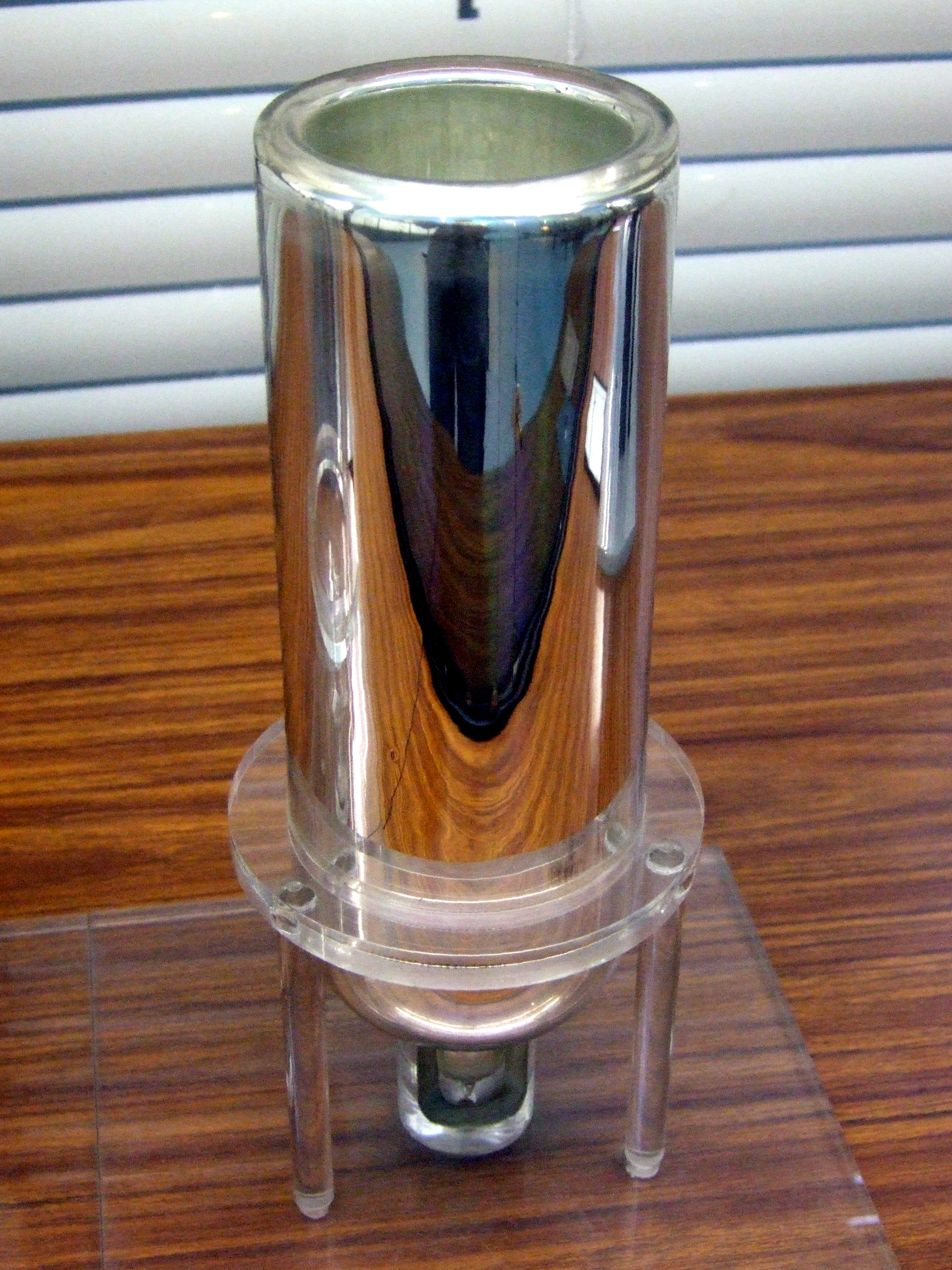
Aan de bovenkant open dewarvat

Het dewarvat is een warmte-isolerend vat met een dubbele wand, vaak van spiegelend glas, waarbij de ruimte tussen de wanden vacuüm getrokken is. Het vat is door de Schotse chemicus en fysicus James Dewar uitgevonden. 
Door het vacuüm tussen de wanden treedt vrijwel geen warmtetransport door geleiding op, en een spiegelende coating op de binnenkant van de wanden minimaliseert warmtetransport door straling.
De "klassieke" thermosfles met glazen binnenfles is het bekendste voorbeeld, maar dewarvaten worden in allerlei vormen toegepast, onder meer voor het vervoer van vloeibare stikstof, vloeibare waterstof en in calorimeters.